# 2012 Guo Shou-Jing
A 2012 Guo Shou-Jing (ideiglenes jelöléssel 1964 TE2) a Naprendszer kisbolygóövében található aszteroida. Bíbor-hegyi Obszervatórium fedezte fel 1964. október 9-én.